# Paddington 2.
A Paddington 2. 2017-ben bemutatott koprodukciós vegyes technikájú filmvígjáték, amely valós díszletekkel élőszereplős és 3D-s számítógépes animációs jelenetek kombinálásával készült, amelyet Paul King rendezett. A főbb szerepekben Hugh Bonneville, Sally Hawkins, Brendan Gleeson, Julie Walters és Jim Broadbent látható.
Az Egyesült Királyságban 2017. november 10-én, Franciaországban 2017. december 6-án, Magyarországon 2017. november 30-án mutatták be a mozikban.

## Cselekmény
Paddington, aki a Brown családnál telepedett le Windsor Gardensben, népszerűvé vált a közösségében, és különböző módon nyújt érzelmi támogatást az embereknek. Hogy nagynénje, Lucy 100. születésnapjára megvásárolhassa Samuel Gruber antikváriumában a Londonról szóló, egyedi „felugró” könyvet, Paddington számos alkalmi munkát végez, és megtakarítja a bérét, de a könyvet közben ellopják. Paddington üldözőbe veszi, de a tolvaj elmenekül, Paddingtont pedig elfogják. A tolvaj hazatér, és kiderül, hogy ő Phoenix Buchanan, egy egoista színész, aki Brownék közelében lakik. Paddington megjelenik a bíróságon, és bár Gruber kijelenti, hogy nem hiszi, hogy Paddington lopta el a könyvet, és nincs bizonyíték a tolvaj kilétére, Paddingtont elítélik és börtönbe küldik.
A börtönben Paddington sok rabbal összebarátkozik, köztük a szűkszavú szakáccsal, Knuckles-szel, aki felveszi Paddingtont konyhai munkára, mivel lenyűgözi Paddington lekváros szendvics receptje. 
Brownék azon dolgoznak, hogy tisztázzák Paddington nevét, és vázlatokat készítenek a tolvaj tevékenységéről. Buchanan a könyv segítségével egy sor nyomot keres London nevezetességein belül, amelyekről úgy véli, hogy felfedik egy titkos kincs helyét. 
Paddington ártatlanságának bizonyítására tett erőfeszítéseik során Brownék találkoznak egy jósnővel, aki közli velük, hogy a könyv az eredeti szerző rejtett vagyonához vezet.
Paddingtonnal a börtön sokkal élhetőbb hely, és Paddington küzd, hogy pozitív maradjon, amikor Brownék nem tudják bebizonyítani az ártatlanságát, de folytatják a keresést. 
Knuckles, Phibs és Spoon saját tapasztalataik alapján azt mondják Paddingtonnak, hogy bár Brownék jót akarnak, végül majd elfelejtik őt.
Meggyőződve arról, hogy Buchanan a tettes, a Brownék a házában keresik az ellopott könyvet. Találnak egy titkos padlást, ahol Buchanan a különböző jelmezeit rejtegeti, köztük a tolvaj jelmezét is. Buchanan hazatér, ők pedig kénytelenek távozni. Eközben Brownék a nyomozás miatt lemaradnak arról, hogy a szokásos időben meglátogassák Paddingtont a börtönben.
Paddington, aki azt hiszi, hogy Brownék már valóban elfelejtették őt, csatlakozik Knuckleshoz, Phibshez és Spoonhoz, akik meg akarnak szökni a börtönből. Megígérik, hogy segítenek ártatlanságának bizonyításában is (de miután kijutnak, ezzel nem foglalkoznak igazán). 
Paddington egy nyilvános telefonon keresztül kapcsolatba lép Brownékkal, akik azt állítják, hogy Buchanan az igazi bűnös. Hogy elkapják, megbeszélik, hogy a Paddington pályaudvaron találkoznak, ahonnan a rejtett vagyon feltételezett helyére tartó vonat indul.
Paddington eléri az állomást, szemetesnek álcázza magát, hogy elkerülje a rendőrséget, és éppen akkor száll fel a vonatra, amikor az elindul. Brownék a szemközti peronon felszállva egy LNER Peppercorn A1-es osztályú vonaton üldözik. Buchanan megtalálja az elrejtett vagyont, de Paddington meghiúsítja a dolgot, és visszaveszi tőle a könyvet. Henry, Judy és Mrs. Bird utolérik őket, és felszállnak a másik vonatra, hogy szembeszálljanak Buchanannel, aki legyőzi őket és elmenekül. Elvágja a vonat hátsó kocsijának összekapcsolását (Paddington pedig be van zárva), de Judy lefényképezi, kezében a könyvvel. 
Paddington a hátsó kocsiban reked, amely egy közeli folyóba zuhan. Mary megpróbálja kiszabadítani Paddingtont, de nehezen tudja kinyitni a lezárt kocsit; hamarosan Knuckles és a többi rab segít neki, akik meggondolták magukat, és úgy döntenek, hogy ígéretükhöz híven segítenek Paddingtonnak.
Paddington nagyon beteg lesz, és kómába esik, de Lucy születésnapján felébred. Megtudja, hogy őt felmentették, Buchanant pedig letartóztatták. Csalódottan veszi tudomásul, hogy nem adhatja át Lucynak a könyvet, amelyet bizonyítékként vittek be, de hamarosan rájön, hogy Brownék különböző környékbeli emberek segítségével gondoskodtak arról, hogy Lucy Londonba jöhessen, és a saját szemével láthassa a könyvet. Amikor ajtót nyit neki, Paddington odarohan hozzá, megöleli, és boldog születésnapot kíván neki.
A stáblista alatt az látható, hogy Knuckles, Phibs és Spoon kegyelmet kap, és Knuckles szendvicsüzletet nyit. Buchanant 10 év börtönbüntetésre ítélik; hat hónappal később kiderül, hogy előadóművészi tapasztalatait tovább kamatoztatja: műsorokat ad a raboknak, és szórakoztatja őket.

## Szereplők
| Szereplő                | Eredeti hang     | Magyar hang      |
| ----------------------- | ---------------- | ---------------- |
| Paddington              | Ben Whishaw      | Szente Vajk      |
| Pastuzo bácsi           | Michael Gambon   | Papp János       |
| Lucy néni               | Imelda Staunton  | Igó Éva          |
| Szereplő                | Színész          | Magyar hang      |
| Henry Brown             | Hugh Bonneville  | Csankó Zoltán    |
| Mary Brown              | Sally Hawkins    | Pálfi Kata       |
| Boxer McGinty           | Brendan Gleeson  | Borbiczki Ferenc |
| Mrs. Bird               | Julie Walters    | Andresz Kati     |
| Mr. Gruber              | Jim Broadbent    | Fodor Tamás      |
| Judy Brown              | Madeleine Harris | Pekár Adrienn    |
| Jonathan Brown          | Samuel Joslin    | Gerő Botond      |
| Gerald Biggleswade bíró | Tom Conti        | Cs. Németh Lajos |
| Phibs                   | Noah Taylor      | Vida Péter       |
| Spoon                   | Aaron Neil       | Turi Bálint      |
| Miss Kitts              | Jessica Hynes    | F. Nagy Erika    |
| Lancaster ezredes       | Ben Miller       | Fesztbaum Béla   |
| Dr. Jafri               | Sanjeev Bhaskar  | Pál Tamás        |
| Mr. Barnes              | Robbie Gee       | Tokaji Csaba     |
| Phoenix Buchanan        | Hugh Grant       | Stohl András     |
| Professzor              | Jamie Demetriou  | Fellegi Lénárd   |

### Magyar változat
- Bemondó: Endrédi Máté
- Magyar szöveg: Laki Mihály
- Hangmérnök: Kelemen Tamás
- Hangfelvétel: Solti Ferenc
- Vágó: Orosz Dávid
- Gyártásvezető: Boskó Andrea
- Szinkronrendező: Kosztola Tibor
- Produkciós vezető: Kovács Anita

A szinkront a Pannonia Dubbing Solutions Kft. készítette el.

## A film készítése
2015 áprilisában David Heyman, a Paddington producere megerősítette, hogy készül a folytatás. Azt is bejelentették, hogy Paul King visszatér rendezőként, és Simon Farnaby-val közösen írja a forgatókönyvet. Heyman cége, a Heyday Films és a StudioCanal készítették a filmet, amely így brit–francia koprodukció lett. 2016 októberére a Paddington legtöbb szereplője – Hugh Bonneville, Sally Hawkins, Julie Walters, Jim Broadbent, Peter Capaldi, Madeleine Harris, Samuel Joslin, Ben Whishaw és Imelda Staunton – megerősítést nyert, hogy visszatérnek a folytatásra, hozzájuk csatlakozott Hugh Grant és Brendan Gleeson is. Grant saját karakterét „rendkívül hiú és nárcisztikus” személyként jellemezte.
A forgatás 2016. október 18-án kezdődött. Számos belső jelenetet a Pinewood Studios és a Warner Bros. Studios Leavesden díszleteiben rögzítettek, de a producerek kulcsfontosságú londoni helyszíneken is forgattak, mint például a Tower Bridge és a Szent Pál-székesegyház. Három napig forgattak London Little Venice negyedében, továbbá a Shepton Mallet börtönben és a Knebworth Parkban is. A forgatás 2017. június 27-én fejeződött be – ugyanazon a napon, amikor elhunyt Michael Bond, Paddington medve megalkotója, így a filmet neki ajánlották.